# Móra la Nova
Móra la Nova i la forma popular i tradicional los/els Masos de Móra és una vila i municipi de la comarca de la Ribera d'Ebre.
Va néixer a principis del segle xviii a partir de la construcció de diverses masies en territori del llavors terme municipal de Móra d'Ebre i el seu nom original va ser els Masos de Móra. Es va segregar d'aquest municipi el 1830 i va accelerar el seu creixement a partir de l'arribada del ferrocarril i la construcció d'una estació a la localitat.

## Geografia
- Llista de topònims de Móra la Nova (Orografia: muntanyes, serres, collades, indrets..; hidrografia: rius, fonts...; edificis: cases, masies, esglésies, etc).

D'una extensió de 15,93 km², el municipi de Móra la Nova és situat a l'esquerra d'l'Ebre, pel curs del qual passa la divisòria amb el municipi de Móra d'Ebre, a ponent. Al N, limita amb el terme de Garcia, i a llevant i vers migdia amb Tivissa (el termenal passa prop del poble de Darmós d'aquest darrer terme i per la partida del Magrell). Altres partides del terme són los Plans, Sant Pau i lsEscoda.
El territori s'emplaça en la cubeta o depressió de Móra, l'estructura de la qual és de conglomerats, argiles guixenques, saulonenques i margues. El terme forma com un triangle, el vèrtex NE del qual, a 164 m d'altitud, és prop del tossal del Mas de Pedret (149 m). Desguassen a l'Ebre un seguit de petits barrancs que neixen als vessants occidentals de la serra de Montalt. Alguns d'aquests barrancs són el del Brull, el de Manou o de les Aleroses i el de Nolla. El lloc de les Illes és inclòs en el PEIN.
La vila de Móra la Nova és l'única entitat de població del terme. La seva situació geogràfica privilegiada li ha comportat ser el principal nus de comunicacions viàries (tant per carretera com per ferrocarril) de la comarca. Dues importants vies de comunicació es creuen al terme: la carretera N-420 de Tarragona a Gandesa, que travessa l'Ebre per un pont de ferro bastit al primer quart del segle xx i reconstruït després de la guerra civil, i la carretera C-12 provinent d'Amposta i que just al límit amb el terme de Tivissa s'uneix amb la C-44 que duu a l'Hospitalet de l'Infant (Baix Camp), on enllaça amb l'autopista AP-7 de Barcelona a València. Anteriorment es passava el riu amb barca. A la vila de Móra la Nova hi ha estació de ferrocarril de la línia Barcelona-Madrid de RENFE.
Móra la Nova, que era anomenada antigament els Masos de Móra, aconseguí la independència municipal de Móra d'Ebre el 1840. El nou municipi comprenia la part de l'esquerra del riu d'aquell antic terme, on hi havia els esmentats Masos de Móra. Així doncs, havia format part del terme del castell de Móra, situat a la dreta de l’Ebre, que fou dels Entença i formà part del comtat de Prades.
La demanda de separació dels habitants dels Masos de Móra de la vila de Móra d'Ebre s'inicia l'any 1815. Anteriorment, la comarca va estar sota domini francès des de l'abril de 1810 fins a mitjans de 1813. Aquesta dislocació que produeix la guerra serà un factor determinant per explicar el naixement de l'aspiració secessionista després del conflicte.

## La població i l'economia
El 1842, poc després de la separació i la constitució en municipi independent, a Móra la Nova hi havia 698 h. El 1857 el cens comptabilitzava 1 054 h i el 1860 en tenia 1 076, la majoria dels quals habitaven al nucli (169 habitatges). Hi havia, a més, la caseria del Mas de Més Avall, amb 2 cases, la dels Masets, amb 8 habitatges, la dels Masos del Molí, amb 12 cases i la dels Masos, amb 5 cases, totes habitades permanentment. El 1900 hi havia 1 865 h, 2 145 el 1930, 2 858 el 1960 i 2 940 el 1970. El cens del 1981 registrava 3 127 h que descendiren a 2 671 el 1991. Posteriorment la població es recuperà i en el cens del 2001 es registraren 2 832 h i el 2005, 3 214 h.
Si bé la dècada de 1980 significà per Móra la Nova un allunyament de les activitats agrícoles en benefici de la indústria i els serveis, consolidats ja aquests darrers com a principal sector d'activitat, al final del segle xx l'agricultura tornava a viure un bon moment gràcies a l'auge dels conreus de regadiu, que s'havien estès per una extensió semblant, i fins i tot una mica superior, a la del secà. Els principals cultius, però, continuaven essent els ametllers i l'olivera, seguits de la vinya i els arbrers fruiters, sobretot presseguers. En el sector de la ramaderia, malgrat no tenir un gran pes en l'economia municipal, destaquen les explotacions avícoles i porcines.
En la dècada del 1990 el sector industrial va perdre percentatge d'ocupació amb relació a les dades de la dècada anterior, però es manté força dinàmic gràcies, en part, a la instal·lació, el 1991, del polígon industrial dels Aubals, que aprofita les condicions favorables en el camp de les comunicacions per promocionar la instal·lació d'indústries en aquesta part de la comarca.
Moltes de les empreses del terme pertanyen a la indústria agroalimentària i entre aquestes destaca la tasca de la Cooperativa Agrària (1945), que s'encarrega de la comercialització del vi, l'oli, la fruita seca i la fruita dolça, aquesta última gràcies a la seva afiliació amb el FARE (Fructicultors Associats de la Ribera d'Ebre). També existeixen cellers privats que comprèn una gran quantitat del raïm i del vi de les cooperatives de la comarca per elaborar brandi, vins escumosos i vinagre. Altres empreses destacables del terme pertanyen als subsectors de la confecció industrial, la metal·lúrgia, la construcció i el químic (fabricació de colorants i pigments).
Durant el segle xx fou especialment important la tasca duta a terme per l'estació ferroviària i el dipòsit de màquines de vapor, com també dels tallers de reparació de material mòbil de la línia de Barcelona a Madrid. Durant la dècada de 1930 hi havia uns 450 empleats entre personal de màquines, de tallers, oficines i vies i obres. Mentre funcionaren les màquines de vapor, l'estació constituí un punt estratègic, ja que en direcció a Tarragona hi ha una forta pujada que obligava a desfer-se de vagons i deixar-los a les vies mortes de l'estació. Amb l'electrificació i el desplaçament de la maquinària de vapor, el personal ferroviari es va reduir força, sobretot a partir del 1972. L'estació, considerada de primera classe, continua tenint un paper preponderant en les comunicacions de la comarca.
La vila de Móra la Nova destaca per una intensa vitalitat comercial que queda reflectida cada any en la celebració de la Fira Agrícola, Ramadera i Industrial de Móra la Nova, una de les més tradicionals de Catalunya i punt de referència obligat en la vida comercial de les comarques de l'Ebre. Celebrada anualment des de 1831, a les darreries d'octubre, constitueix un certamen multisectorial que ofereix bones ofertes i les darreres novetats en maquinària agrícola i industrial, ramaderia i agricultura, per bé que l'apartat comercial és el que ha pres més empenta. La vila celebra el mercat setmanal el dimecres.
Les necessitats sanitàries són cobertes per un centre d'assistència primària que ofereix assistència en diverses especialitats als pobles del S de la comarca. En el camp de l'ensenyament, aquest s'imparteix fins al batxillerat i funciona, a més, una escola municipal d'arts i oficis.

## La vila de Móra la Nova
La vila de Móra la Nova (30 m d'altitud) és situada a l'esquerra de l'Ebre, del qual dista uns 300 m, a la plana al·luvial del riu. A mitjan segle xix, al cap de molt pocs anys d'aconseguir la independència municipal, hi havia segons Madoz unes 100 cases, que formaven una plaça i sis carrers. A la primeria del segle xx explica Emili Morera que hi havia 346 edificis a la vila; quan ell escrivia encara no s'havia construït el pont de l'Ebre. El carrer més ample d'aleshores s'anomenava de Mendizábal (actual carrer Major) i, passat el barranc, vers ponent, hi havia el raval de Santa Teresa. Posteriorment, les construccions de la vila s'han estès a la dreta del llarg camí que uneix el nucli antic amb l'estació.
Al centre de la població hi ha l'església parroquial que és dedicada a la Mare de Déu del Remei. És un edifici de tres naus separades per arcades sobre columnes. La nau central, que es cobreix amb un sostre de casetons, pla, és capçada per un absis semicircular. Fou bastida amb la col·laboració de tot el poble al 1955, car l'antiga església parroquial fou destruïda durant la guerra civil de 1936-39. Els indrets més cèntrics de la vila són el carrer Major, el de Lluís Companys i la plaça de Catalunya.
D'entre les edificacions més destacables cal resaltar el Mas de la Coixa, una de les construccions més antigues de la vila que data possiblement del segle xviii (actualment reformat, és un alberg de la Generalitat). Un altre indret a visitar és l'ermita de Sant Pau, construïda a les darreries del segle xx al turó que porta el seu nom, i on ja antigament hi havia una petita ermita del segle xviii. El darrer diumenge d'abril és tradició popular anar-hi en romiatge. Cal esmentar, també, l'antic Ateneu Obrer, actual Ateneu Casa de Cultura.
La festa més representativa del terme és la festa major, celebrada el primer diumenge d'agost en honor de sant Domènec de Guzmán. Dins aquestes festes s'escau el ball de les Nits Blanques, que és una mena de presentació social per a les noies que arriben a la majoria d'edat.

## Demografia
| 1497 f | 1515 f | 1553 f | 1717 | 1787 | 1857  | 1877  | 1887  | 1900  | 1910  |
| ------ | ------ | ------ | ---- | ---- | ----- | ----- | ----- | ----- | ----- |
| 17     | -      | 15     | 125  | -    | 1.054 | 1.230 | 1.345 | 1.865 | 1.806 |

| 1920  | 1930  | 1940  | 1950  | 1960  | 1970  | 1981  | 1990  | 1992  | 1994  |
| ----- | ----- | ----- | ----- | ----- | ----- | ----- | ----- | ----- | ----- |
| 2.079 | 2.145 | 2.156 | 2.696 | 2.858 | 2.940 | 3.192 | 2.778 | 2.699 | 2.699 |

| 1996  | 1998  | 2000  | 2002  | 2004  | 2006  | 2008  | 2010  | 2012  | 2014  |
| ----- | ----- | ----- | ----- | ----- | ----- | ----- | ----- | ----- | ----- |
| 2.683 | 2.703 | 2.661 | 2.922 | 3.113 | 3.216 | 3.212 | 3.238 | 3.285 | 3.190 |

| 2016  | 2018  | 2020  | 2022  | 2024  | 2026 | 2028 | 2030 | 2032 | 2034 |
| ----- | ----- | ----- | ----- | ----- | ---- | ---- | ---- | ---- | ---- |
| 3.104 | 3.071 | 3.108 | 3.198 | 3.314 | -    | -    | -    | -    | -    |

## Llocs d'especial interès
La història de Móra la Nova comenca al segle xviii. Com que les terres eren molt riques es cobraven més impostos que a l'altra banda del riu; per aquest motiu l'any 1815 els habitants deis Masos demanaren a Ferran VII la separaci6 de pobles, que fou concedida I'any 1819. Els habitants de Móra d'Ebre aconseguiren però il·legalitzar la separació l'any 1823; l'any 1830 el rei confirma el privilegi i passa a esser Vila Reial de Móra la Nova.

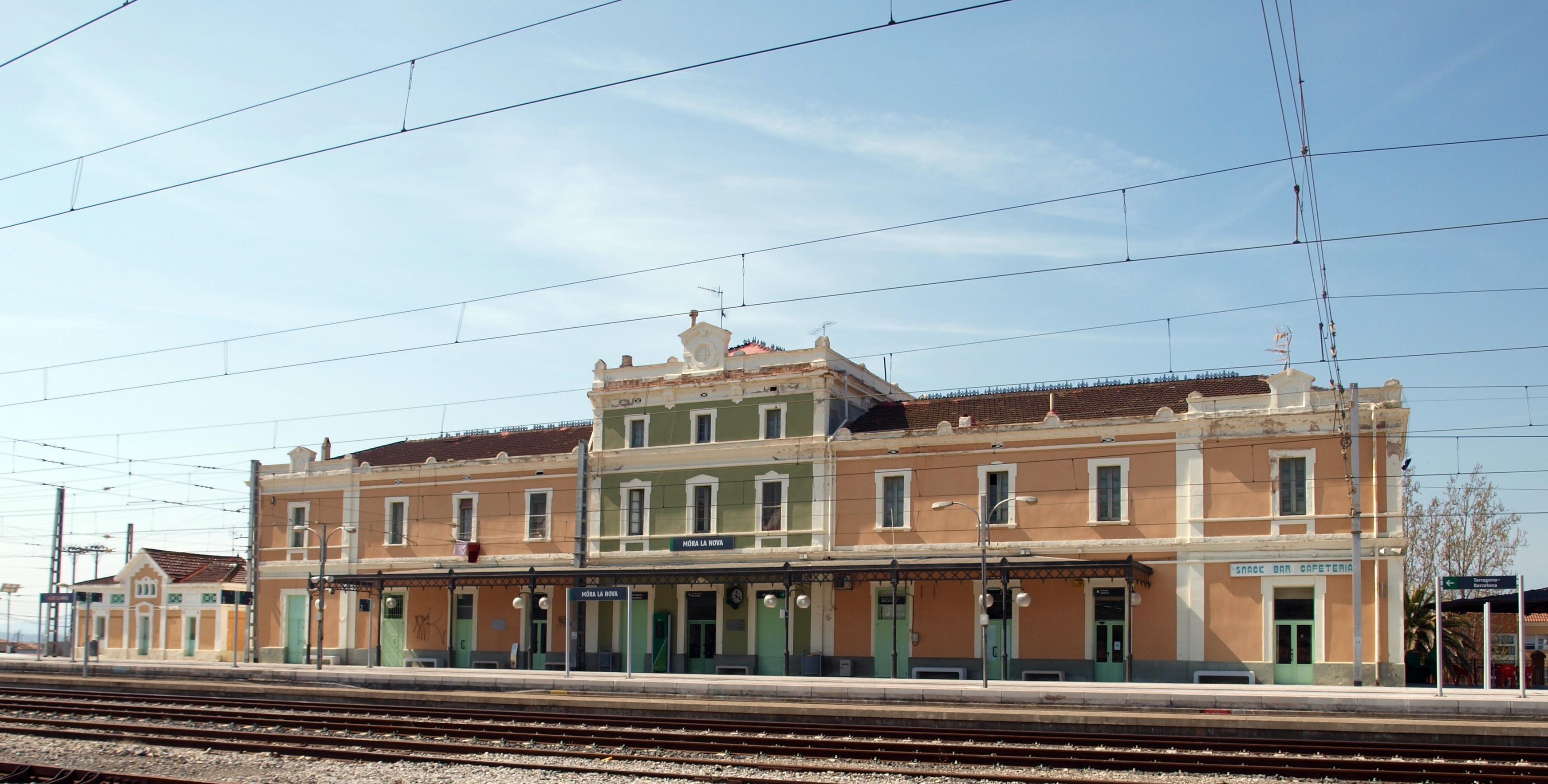
Estació de tren

- El nucli antic, a la plaça de la Verdura i voltants està ubicat el conjunt històric de la vila. En aquesta placa hi havia una petita església d'una planta, similar a una ermita, que fou destruïda pel Comite l'any 1936. L'espai que deixa l'enderrocament de l'església oxigena la zona, molt congestionada per l'estretor dels carrers, on amb prou feines hi passaven dos carros, i on el tràfic era important per l'existència d'un hostal en aquell indret. EI nucli primitiu de la vila presenta una planta allargassada, està format per un seguit de carrers estrets i de traçat rectilini, tot exceptuant la travessera i el carrer de la Unió. Predominen les construccions unifamiliars de planta rectangular, distribuïdes en planta baixa amb un 0 dos pisos i golfes. La majoria dels edificis presenten portes i finestres rectangulars, tot i que alguns portals tenen un arc de mig punt rebaixat. Originalment les construccions eren de fang i àrgila, amb poca pedra i bigues de fusta. Molts d'aquests edificis han estat restaurats i presenten els paraments arrebossats i pintats.[5]Església Mare de Déu del Remei.

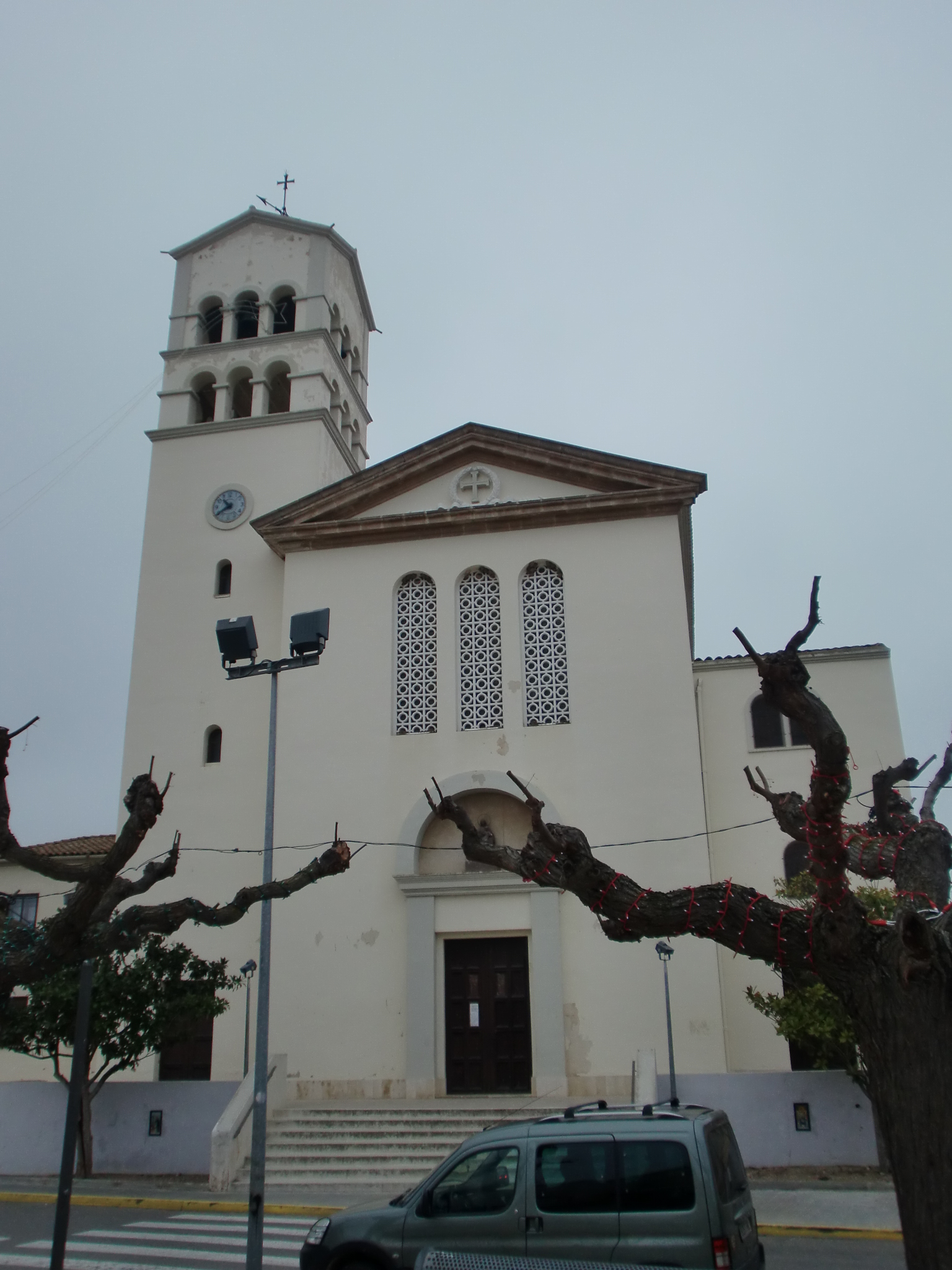
Església Mare de Déu del Remei.

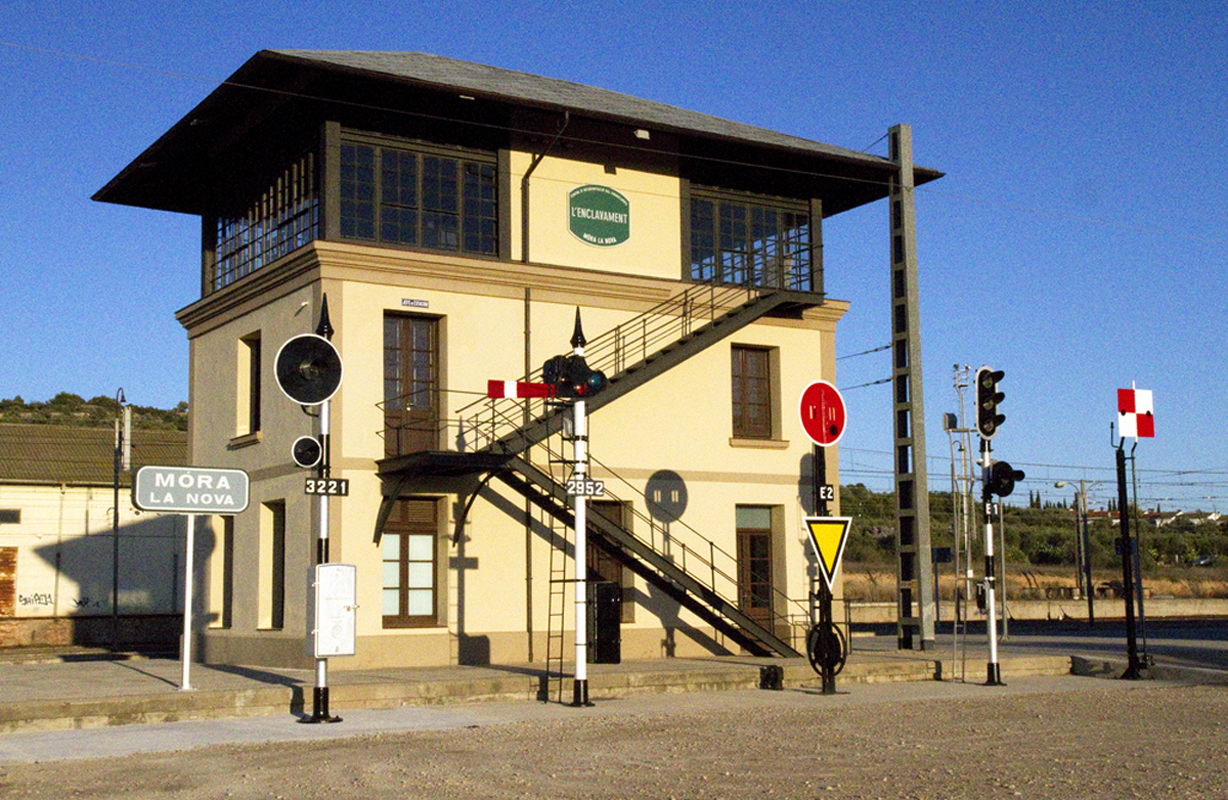
Centre d'interpretació del ferrocarril.

- El Mas de la Coixa,[6] del segle xviii, és un dels edificis mes emblemàtics de la població, segons sembla fou construït dins d'una illa sorgida després d'una riuada durant el segle xvii. Es diu que el mas va ser un graner de blat i que els llaguts arribaven a les seues portes, pero el canvi del curs fluvial l'allunyà de la vora. Posteriorment emmagatzema trulls de vi i oli i en la darrera època funciona com a corral de bestiar. Fa uns quants anys va tenir lloc una reconstrucció completa de l'edifici i es convertí l'any 2000 en l'Alberg de Joventut del Mas de la Coixa, en Punt d'Informació i en la seu d'I'Institut Ramon Muntaner, fundació privada deis centres d'estudis de parla catalana.[5]
- L'estació de Móra la Nova és una altra construcció emblemàtica de la població amb més de cent anys d'història: entra en funcionament I'any 1891, i serveix de control de circulació del transport Reus-Saragossa. Durant molts anys va representar el sector socioeconòmic emblemàtic de la realitat moranovenca, atès que als tallers de la Renfe hi van arribar a treballar més de mil persones.[7]

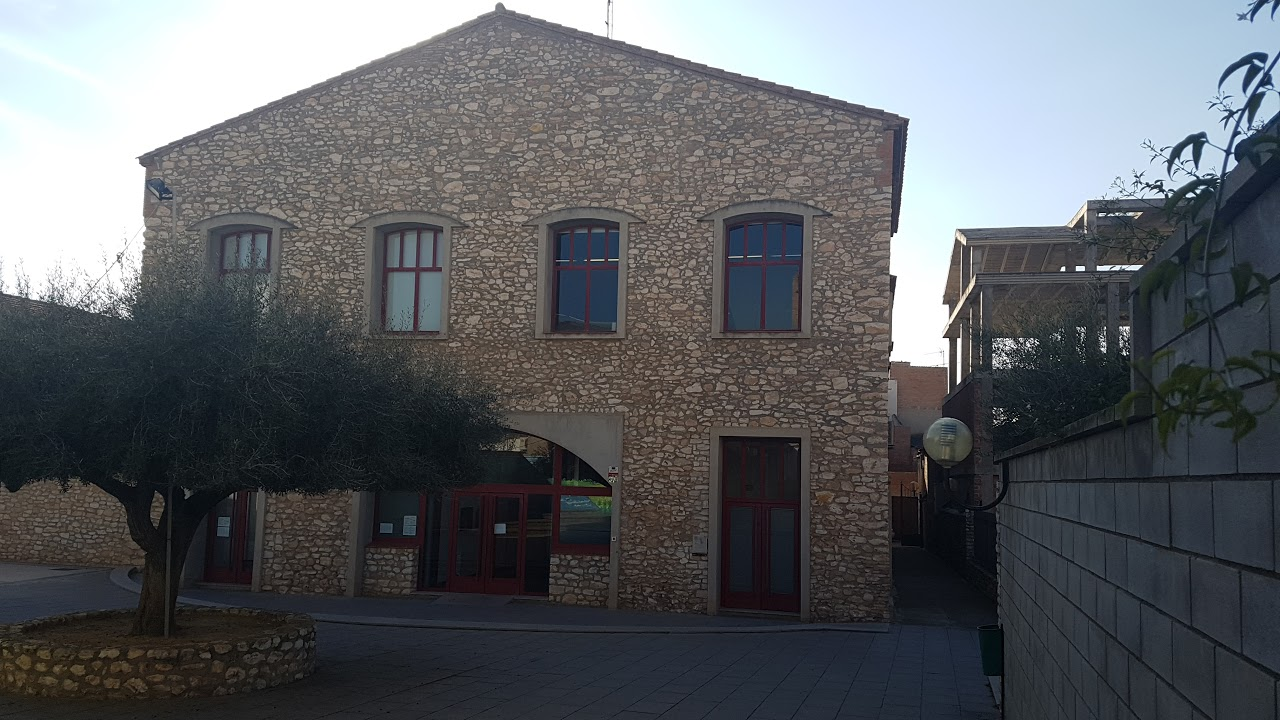
Ateneu.

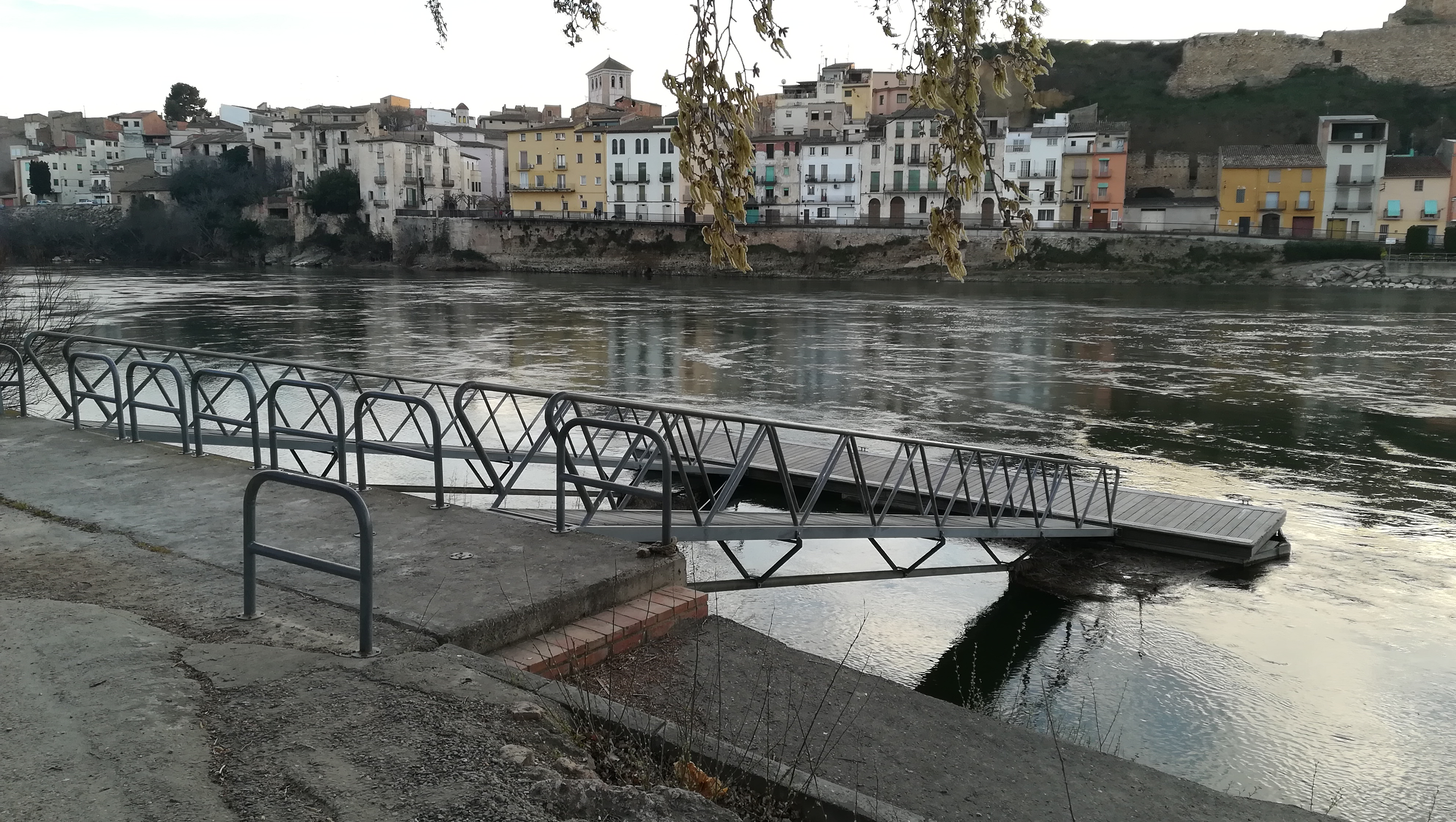
Embarcador.

- El Museu del Ferrocarril constitueix actualment un espai interactiu i multimedia que apròxima els visitants a la realitat històrica del ferrocarril, on es poden veure antics objectes ferroviaris i fotogràfies a l'edifici central conegut com l'Enclavament, el pont giratori i alguns vagons i locomotores històrics. L'Enclavament es va inaugurar el maig de 2010 adaptant I'antic edifici de la companyia MZA construït l'any 1928 per tal de controlar la circulació de trens.[7]
- L'església de Nostra Senyora del Remei fou construïda l'any 1954 amb l'ajut dels moranovencs; està situada damunt del barranc de Nolla, entre la placa de l'Església i el carrer de Mossen Joan, al bell mig del poble, i davant seu hi ha el pare del Tricentenari. Es tracta d'un edifici modern; la facana és sobria, presidida per una imatge de la Mare de Déu. El campanar esta adossat a un dels laterals de l'església, es quadrangular, sense ornamentació i amb una galeria doble de tres finestres obertes als quatre vents i situades a la part superior. Aquest indret és considerat el centre neuràlgic de les activitats a l'aire lliure i de la vida social de Móra la Nova.[5]
- L'Ateneu obrer o Ateneu casa de la cultura és un edifici restaurat que acull diverses activitats socials, festives i culturals i alberga la ràdio local, la biblioteca, el Casal de Joventut i l'Escola de Música, entre d'altres.[7]
- L'Escola d'Arts Plàstiques i Disseny de Móra la Nova és d'àmbit supracomarcal i s'hi imparteixen classes de ceràmica, esmalts, procediments pictòrics, dibuix, escultura i història de l'art. En els darrers anys, l'Escola s'ha incorporat als ensenyaments reglats, i es, conjuntament amb I'escola de Tarragona i la d'Amposta, de les tres úniques d'Ia demarcació de Tarragona on s'imparteixen ensenyaments oficials, amb oferta de cicles formatius. L'Escola, a banda, acull cursos de plàstica d'iniciació i un seguit d'exposicions que es fan al llarg de l'any amb totes les obres que els seus alumnes han realitzat.[5]

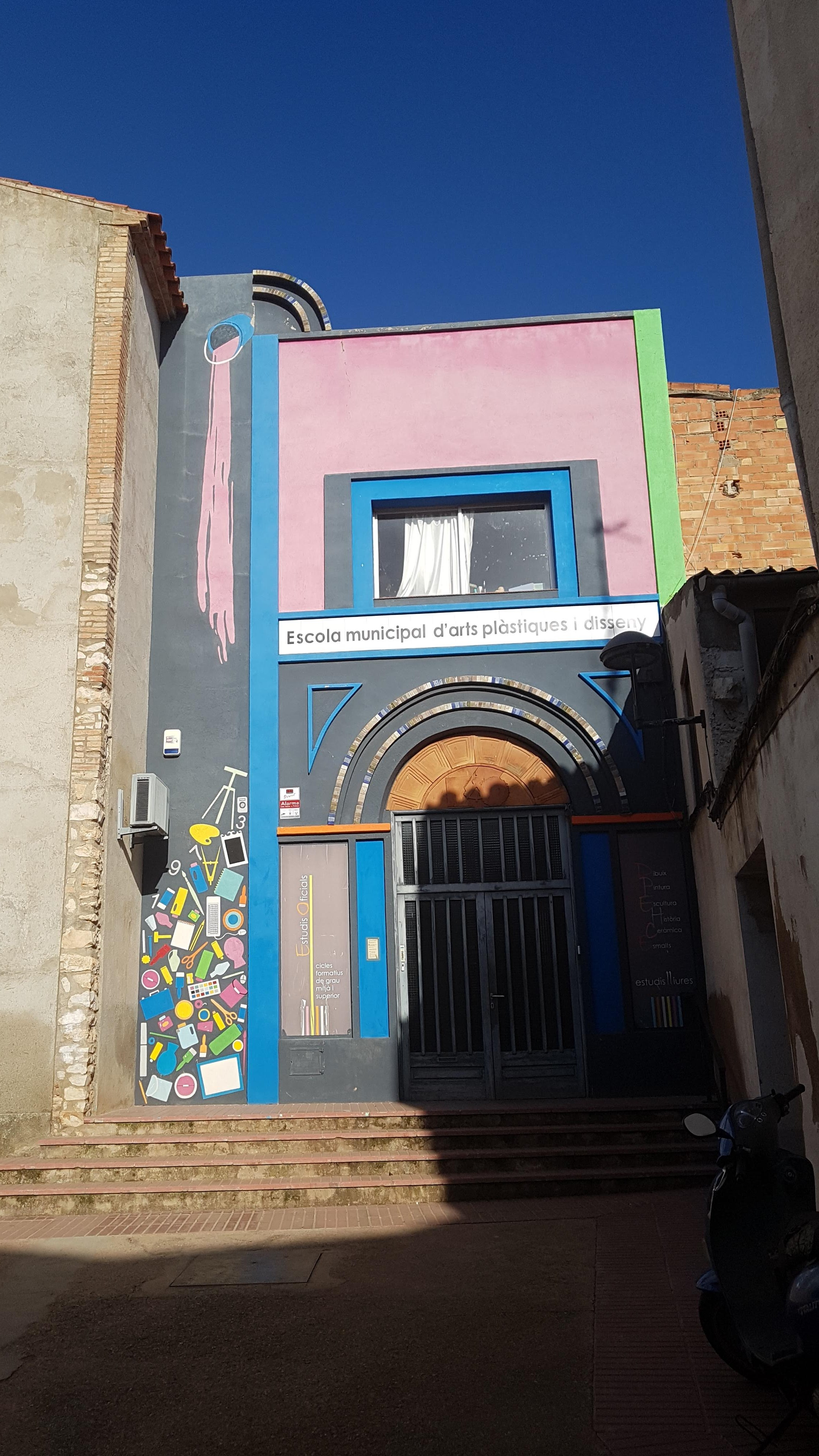
Escola d'arts Móra la Nova.

- El pavelló d'esports[8] està ubicat dins de les instal·lacions del Poliesportiu Municipal Antoni Mateu, on també hi podem trobar les piscines, la pista poliesportiva exterior, el camp de futbol i la zona d'esbarjo per als petits. Al Pavelló d'Esports s'hi juguen partits de fútbol sala, de bàsquet, d'handbol, etc., i també s'hi han celebrat campionats oficials de Twirling i de bandes de cornetes i tambors.[7]

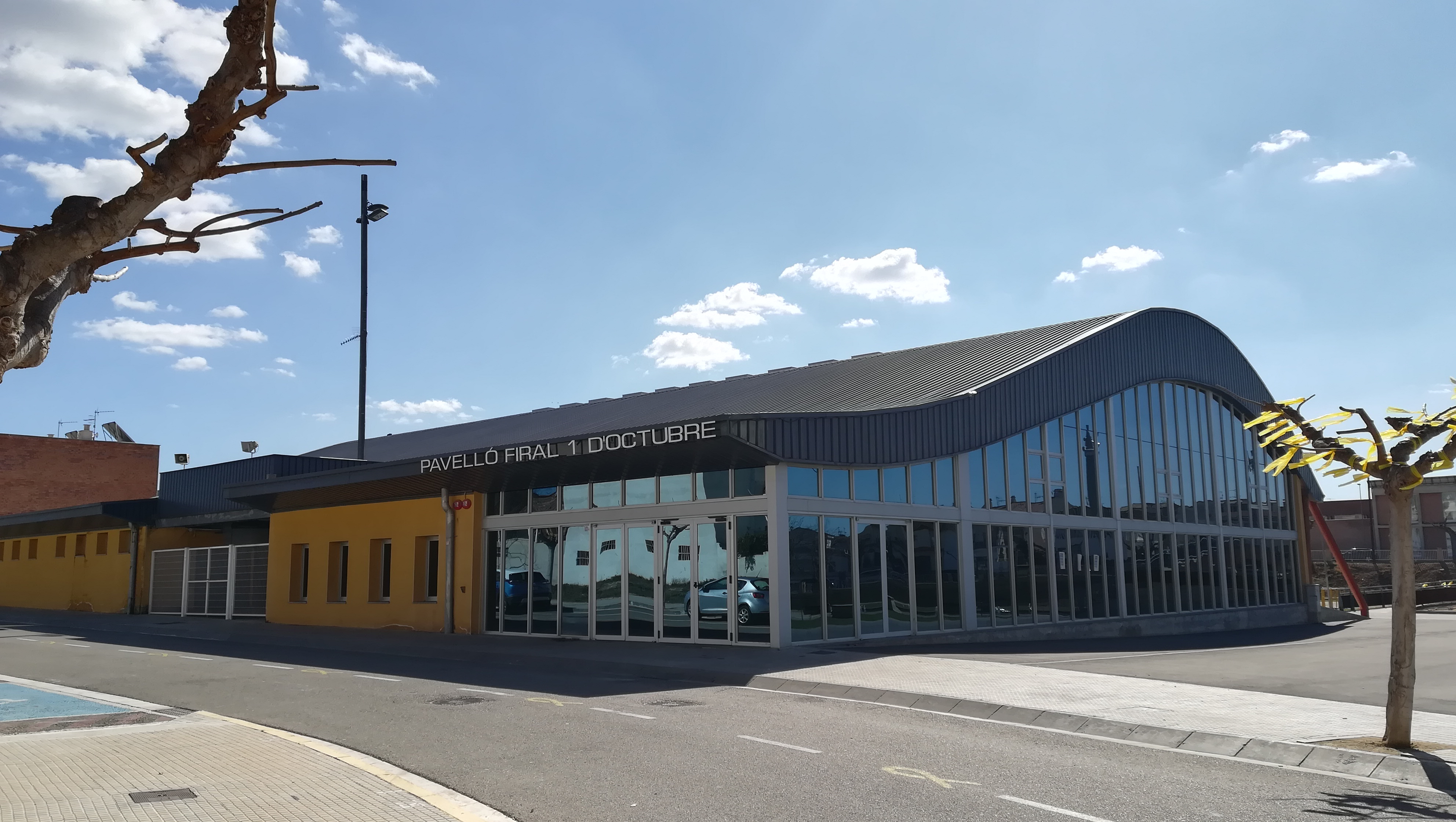
Pavelló Firal 1 d'octubre

- L'embarcador està ubicat en un indret preciós des d'on es pot gaudir d'unes vistes espectaculars del riu i de Móra d'Ebre. S'hi fan curses de muletes (embarcació tipica de la zona) i moltes altres activitats que es concentren bàsicament en els dies de la festa major, i que, al llarg de l'estiu, aporten una nova opció d'esbarjo i d'esport per als amants de l'aigua.[5]

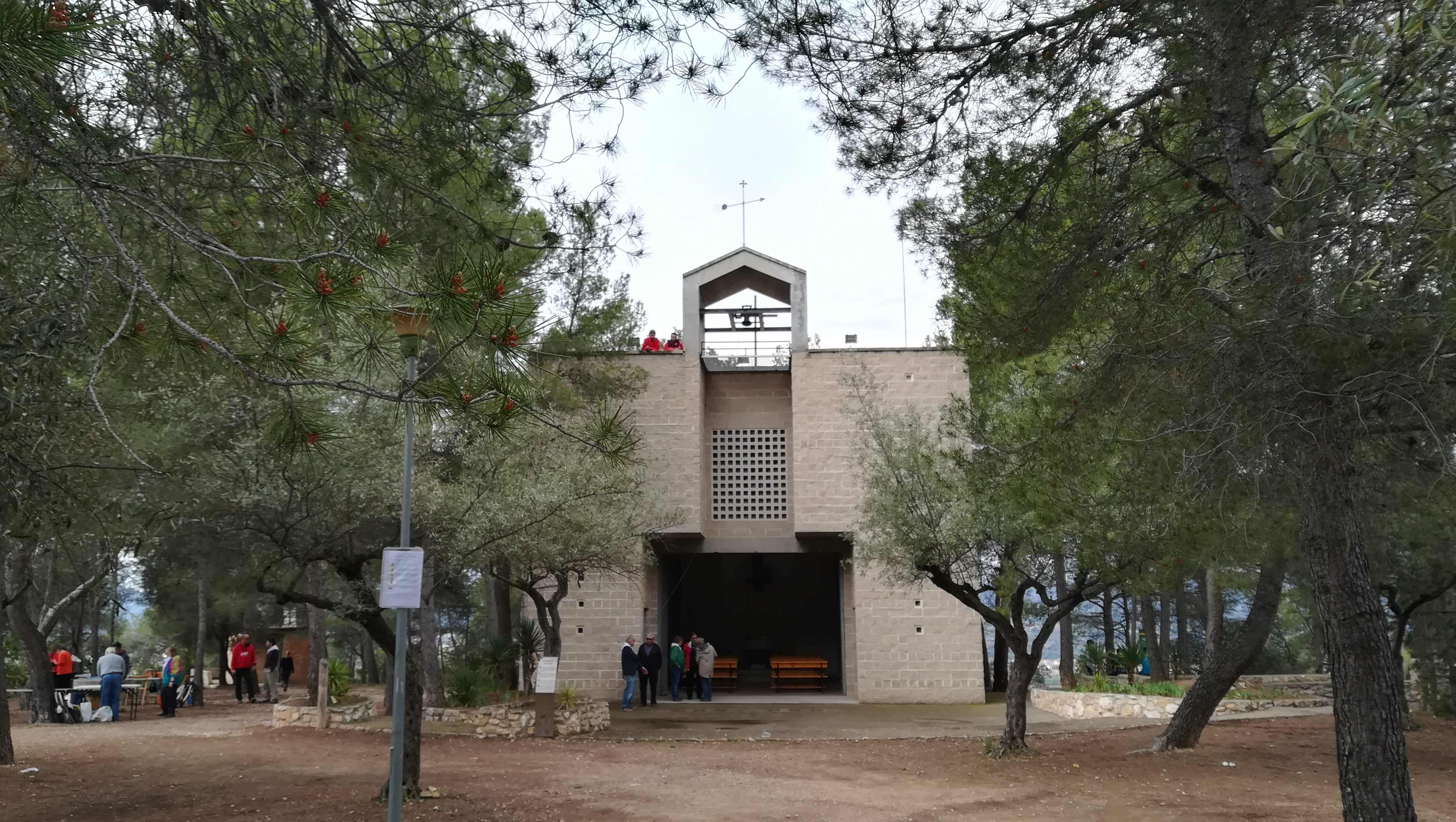
Ermita Sant Pau.

- L'Ermita de Sant Pau està ubicada al turó de Sant Pau, a 140m sobre el nivell del mar i a 3 km de la vila. Les vistes de la plana central de la cubeta són magnífiques. L'actual temple fou construït al costat mateix d'un destruït l'any 1936; els feligresos van salvar de l'ermita la talla de sant Pau i la van baixar al poble, on fou col·locada a l'altar de les Ànimes. EI darrer diumenge d'abril, la gent de Móra la Nova es reuneix a l'espai de Sant Pau i es fan activitats religioses i altres de caràcter lúdic i festiu. El patronat de l'ermita va iniciar la recuperació i l'arranjament d'aquest espai l'any 1987.[7]

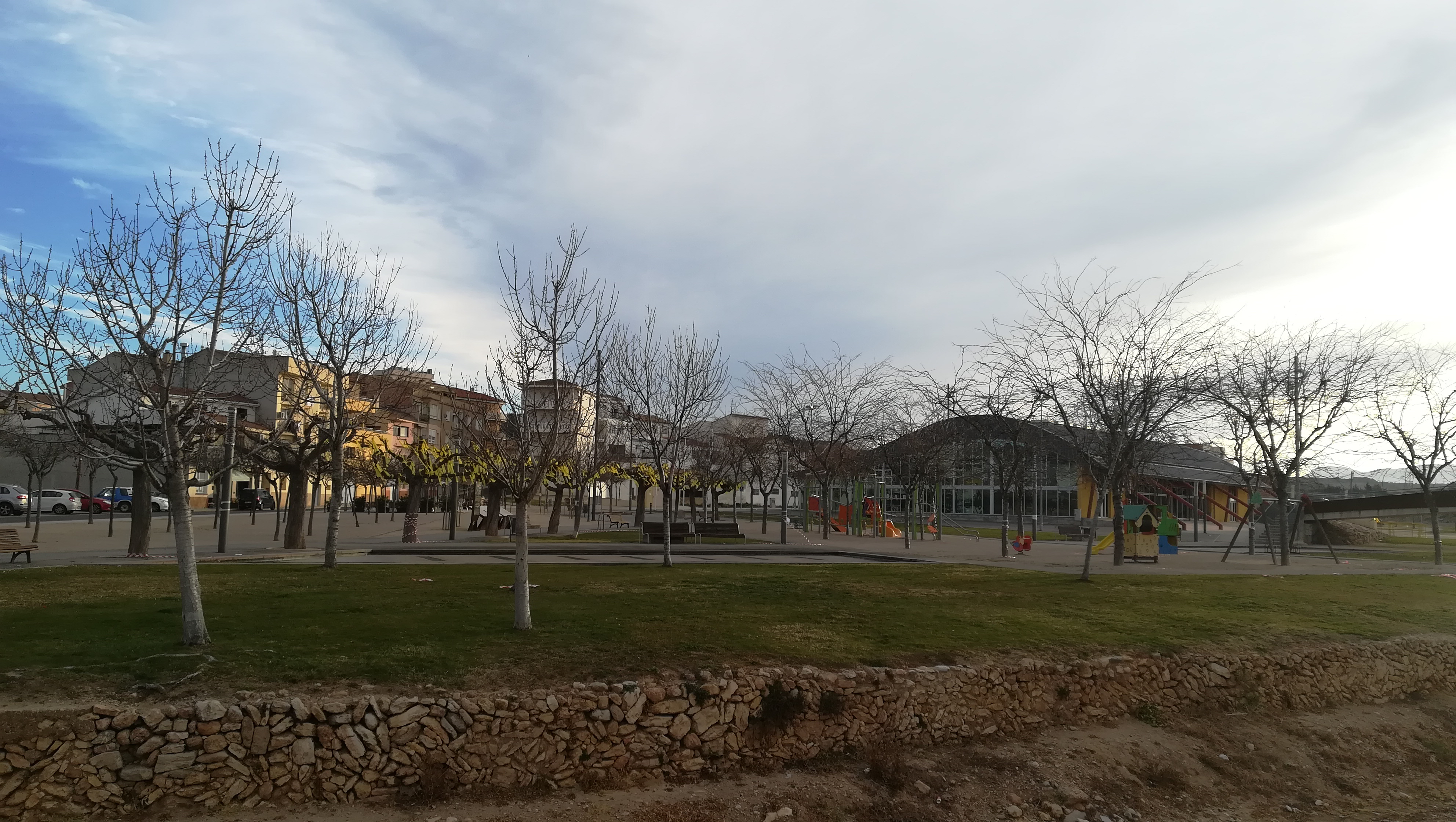
Parc Centenari

- El Parc del centenari és un espai recuperat al centre de la població. Les fonts situades al mig del parc tenen una moderna il·luminació i llençen un raig d'aigua uns quants metres amunt. Al parc s'hi ha plantat lledoners, cirerers, àlbers i magraners.[5]
- El Pavelló firal fou construït al costat del Parc del Centenari i es va inaugurar l'octubre de 2006 coincidint amb el 175é aniversari del dret de constitució de la Fira de Móra la Nova. Durant l'any es porten a terme diverses activitats com ara certamens firals, la Fira Agricola, Ramadera i Industrial, la Fira del Vi, la Fira Intercomarcal de l'Oli, la Fira del Vehicle d'Ocasió, Fira de Brocanters i la Fira del Comerç de Nadal.[5]
- L'espai natural de les Illes de l'Ebre: un dels sectors d'aquest espai natural fluvial, inclòs al Pla d'espais d'interès natural de Catalunya (PEIN) remodelat el 2006, el constitueixen les dues illes de Móra la Nova i Móra d'Ebre conegudes com a Subarrec i Galatxo. La primera es troba aigües amunt de les dues poblacions i nomes inclou l'illa, sense tenir en compte l'estret canal o galatxo que la separa del marge dret del riu. La segona inclou tota l'illa i el galatxo que la separa del marge esquerre del riu, així com una franja d'aquest marge. En total, unes 30 ha protegides dins del definitiu PEIN de 2006. Un altre sector no incorporat al PEIN 2006 però sí a la Xarxa Natura 2000 com a àrea LIC (llocs d'importància comunitària) el forma un tram de l'Ebre d'uns 2.700 metres de longitud que inclou l'iUa del Vado del Vapor, l'illa o platja del Molló i els riberals de l'Ebre d'aquest tram, especialment els del marge esquerre, en la zona de l'illa entre Tivissa i Ginestar, situada al sud de l'estació de gas natural. Aquest sector inclou, en conjunt, riu, illes i riberals dels termes de Móra la Nova, Móra d'Ebre, Tivissa i Benissanet. Aquests espais fluvials presenten una cobertura forestal d'àlbers i salzes molt notable, unida a una amplia varietat d'ambients (canyissars, jonqueres, codolars, vegetació flotant i submergida). La diversitat d'ambients unida a l'aïllament d'aquests espais afavoreix l'assentament d'una fauna d ocells molt interessant.[7]

## Esdeveniments més importants

### Fira de Móra la Nova
El 26 d'octubre de 1831, naixia allò que en el pas del temps ha esdevingut la Fira Agrícola, Ramadera i Industrial de Móra la Nova, quan feia poc més d'un any, el 3 d'abril de 1830 en què s'havia materialitzat sota el regnat de Ferran VII, la carta de població que acreditava el naixement de la vila de Móra la Nova.
La Fira de Móra la Nova és així una de les més antigues de la demarcació, se celebra anualment a les darreries d'octubre, és un certament multisectorial que aplega professionals de tota la província, i que ofereix, al llarg de tres dies, bones ofertes i les darreres novetats en maquinària agrícola i industrial, ramaderia i agricultura.
Hi ha exposicions permanents de bestiar, conferències i jornades monogràfiques que consoliden any rere any la Fira que té un pavelló comercial que aplega més d'un centenar d'expositors que ofereixen un ampli ventall de productes i ofertes als quasi trenta mil visitants que passen pel recinte firal en els dies del certamen.
Ofereix també un gran parc d'atraccions per a petits i grans, que no té res a envejar a les grans instal·lacions permanents. Dins la vida de les nostres comarques la Fira és un punt de referència obligat, és una data que tothom té present i una cita a la que molt poca gent no hi fa cap.
Dins del recinte firal hi ha un recinte exclusiu on hi ha una representació dels cellers de la nostres comarques i on també es porta a terme la Mostra Gastronòmica amb la col·laboració de l'Associació d'Empresaris d'Hostaleria de la província de Tarragona on s'oferissen degustacions gastronòmiques dels productes típics de la comarca. Aprofitant la multitud de visitants que rep Móra la Nova durant els dies de la fira i que aproximadament són de 50.000, es fa una difusió i promoció molt importants dels productes de la nostra terra. La repercussió mediàtica que suposa la celebració de la Fira del Vi a Móra la Nova, és molt important des del punt de vista del producte i del municipi de Móra la Nova.
Móra la Nova es troba al centre geogràfic o de confluència d'una amplia zona productora de vins de gran qualitat. D'una banda els vins de la prestigiosa D.O. Montsant, d'altra els excel·lents vins de la D.O.Q. Priorat i la D.O. Terra Alta, i els vins d'alguns cellers de la Ribera d'Ebre, dins de la D.O. Tarragona sub zona Ribera d'Ebre.
Juntament amb aquesta mostra de vins, també es realitzen concursos de vins, cursos, jornades, sessions de tast i altres activitats relacionades amb el món de la viticultura. Com a complement aquesta mostra de vins, també es porta a terme una fira gastronòmica, on els visitants poden tastar els productes típics de les nostres comarques.
La Fira de Móra la Nova és un esdeveniment de caràcter anual que se celebra a finals del mes d'octubre des de l'any 1831, quan va ser la primera edició. El contingut de l'oferta és la maquinària agrícola i industrial, vehicles, equipaments de la llar i també, agrícoles i ramaders, electrònica, productes alimentaris i materials de construcció.
Té una superfície d'exposició de 10.000 m2, una mitjana d'uns 170 expositors i un nombre de visitants que arriba als 50.000. Abasta un territori que comprèn la totalitat de les comarques de la Ribera d'Ebre, Terra Alta i Priorat i parcialment, el Baix Ebre, Baix Camp, Baix Aragó i les Garrigues.
Durant els dies de celebració de la Fira hi ha activitats ben diverses: Jornades Agrícoles, Jornades de Ramaderia, Mercat d'artistes de la Ribera d'Ebre, Mostra de vins de les DOP "Tarragona", "Priorat", "Terra Alta" i "Montsant", demostració de maquinària agrícola, concurs d'Arrossegament Equí, Cursa de Cavalls, Concurs Literari i Presentació de vins novells.

### Fira de l'oli
La primera edició de la fira de l'oli es va realitzar l'any 2003 al pavelló d'esports i la va inaugurar el conseller de Governació de la Generalitat, Josep M. Pelegrí. Aquesta primera edició va comptar amb 31 expositors. L'any 2007 la Fira de l'Oli es trasllada al nou pavelló firal.
La fira intercomarcal de l'oli, una fira que recull tot l'oferta oleícola de la zona. Hi participen la denominació d'origen Siurana i la de la Terra Alta, a banda de la resta d'olis que no estan acollits a cap DO. En total participen unes 38 cooperatives.
Les activitats que es realitzen a la fira són: lliurament de premis del V Concurs d'Olis de la FIO i les diferents degustacions dels olis exposats, l'acte amb més participació popular és l'esmorzar amb la típica clotxa, seguit d'un concurs tradicional d'allioli.

### Fira de Brocaters
La fira de Brocanters és un certamen firal que es va iniciar el 23 de setembre de l'any 2007 amb l'objectiu de posar a l'abast de tothom tota mena d'objectes antics i donar a conèixer la figura del brocanter, com la persona encarregada de recuperar i arranjar tota mena d'objectes antics. En aquesta Fira s'hi pot veure, admirar i comprar tota mena d'objectes antics, mobles, llibres, postals, segells, monedes, medalles, eines, maquines, articles curiosos i també d'entranyables, articles relacionats amb el món militar.
També es realitza una subhasta on tothom pot participar ja sigui per ofertar o per subhastar un producte.

### Fira Actiu Natura
La Fira Actiu Natura és un nou certamen firal organitzat per l'Ajuntament de Móra la Nova que naix per a diversificar i ampliar el calendari firal de la població.
S'hi poden trobar ofertes relacionades amb la natura i el turisme familiar, senderisme, passejades amb bicicleta, escalada, piragüisme, pesca.
La fira és dinàmica amb un seguit d'activitats, gràcies a la implicació de diverses entitats i associacions, iniciació a l'escalada, demostració de ràpel, entre altres activitats.
La fira se celebra al embarcador de la població.

### Fira de Nadal
La fira del Comerç de Nadal és un certamen que va començar el desembre de 2004 amb l'objectiu de promocionar el comerç, els productes i l'activitat comercial i de retruc l'economia de Móra la Nova. Els diferents comerços que participen poden gaudir d'una plataforma de llançament i promoció per als diferents productes que es presenten d'una manera directa al consumidor.